# حبر (مؤسسة)
حِبر، هي مؤسسة إعلامية على شبكة الإنترنت، وصحافة الوسائط المتعددة، مقرها الأردن، أوجدت عام 2007، وسُجلت في شركة محدودة المسؤولية عام 2009.

## المهمة
حبر هي مؤسسة منتجة للوسائط المتعددة، وتقوم بربط البحوث الأصلية عن إدارة الإنترنت والحقوق الرقمية ، وتقوم بإدارة مكتب مشترك، ومساحات للإحداث تتضمن مقهى. تقوم المؤسسة أيضًا بتوفير تدريبات تتعلق بالوسائط الرقمية.

## الصحافة والنشر في الأردن
في الأول من يوليو عام 2013، تم حجب موقع مؤسسة حبر من قِبل الحكومة الأردنية، خلال حملة على وسائل الإعلام على الإنترنت، جاء هذا الحظر بعد نقاش عام حول قانون المطبوعات والنشر، حيث سئل فايز الشوابكة، مدير إدارة المطبوعات والنشر الحكومية آنذاك، عن عدم حجب الموقع سابقًا، وأجاب: «إذا وجدت أنه كان موقعًا إخباريًا، فسأحجبه.»، وأضاف قائلاً: «إذا كانت مدونة، فإن القانون لا يطبق عليها.».
قررت الحكومة الأردنية أن موقع حبر، هو موقع إخباري أكثر من كونه مدونة، وبذلك تم حظر الدخول للموقع، إلى أن تقوم حبر بتسجيل الموقع كوكالة أنباء.
تقول إدارة الموقع، بأنها لم تُبلغ بالحظر إلا من خلال مُذكرة أرسلتها إدارة المطبوعات والنشر إلى شركة الاتصالات، وعلقت إدارة الموقع قائلة: «إذا قررت إدارة المطبوعات والنشر، أن موقع حبر يحتاج إلى ترخيص، وهو ما خالف جميع تصريحاتهم حول المدونات، فمن المفترض أن يتم تبليغنا بهذا رسميًا، وأن نمنح تسعين يومًا قبل حجب الموقع»، وأضافت في بيان رسمي: «إن هذا القانون المعني، هو أداة لخنق حرية التعبير، بشكل تعسفي».
تطلب تسجيل موقع حبر كوكالة إعلامية، إلى أن يكون لديها رئيس تحرير يمتلك عضوية في جمعية الصحفيين الأردنيين (JPA)، وأن تكون مدة عضويته على الأقل أربع سنوات، لكن تلك العضوية لا تُمنح للصحفيين الذين يعملون في وسائل الإعلام على الإنترنت. وتم حظر الموقع مرة أخرى في أغسطس عام 2014.

## روابط خارجية
- "7iber - Whats your story?". 7iber.me. مؤرشف من الأصل في 2021-08-05. اطلع عليه بتاريخ 2014-09-10.